# The Blue Lagoon
The Blue Lagoon (conocida como La laguna azul en Hispanoamérica y El lago azul en España) es una película estadounidense estrenada en 1980, filmada en Fiyi, protagonizada por Brooke Shields y Christopher Atkins y producida y dirigida por Randal Kleiser. El guion de Douglas Day Stewart se basó en la novela La laguna azul de Henry De Vere Stacpoole. La música original fue compuesta por Basil Poledouris y de la cinematografía se encargó Néstor Almendros.
La película cuenta la historia de dos niños pequeños abandonados en una isla paradisíaca tropical en el Pacífico Sur. Pero sin la guía ni las restricciones de la sociedad, surgen cambios emocionales y físicos cuando llegan a la pubertad, se bañan desnudos en el océano, se enamoran y terminan teniendo un hijo.
The Blue Lagoon fue estrenada en cines el 20 de junio de 1980 por Columbia Pictures. La película fue criticada por los especialistas, que menospreciaron el guion, la ejecución y la actuación de Shields, aunque la cinematografía de Almendros recibió elogios. A pesar de las críticas, la película fue un éxito comercial, recaudando 58,8 millones de dólares, con un presupuesto de 4,5 millones de dólares, y convirtiéndose en la novena película más taquillera de 1980 en América del Norte. La película fue nominada al Premio Saturn a la Mejor Película de Fantasía, a los Premios Óscar a la Mejor Fotografía por Almendros y al Premio Globo de Oro a la Nueva Estrella del Año - Actor por Atkins. Shields ganó el Premio Golden Raspberry a la peor actriz inaugural por su trabajo en la película.

## Sinopsis
Pacífico Sur, 1891. Durante la época victoriana, dos niños, Emmeline (Elva Josephson) y Richard Lestrange (Glenn Kohan) de 7 años, son pasajeros de un velero que hace la ruta del Cabo de Hornos con Arthur, el padre de Richard (William Daniels), puesto que los padres de Emmeline han muerto y actúa como su tutor. Un incendio provoca la destrucción de la nave y el ayudante de cocina Paddy (Leo McKern) lleva a los niños en un bote salvavidas con él, quedando a la deriva en el mar. Después de días sin rumbo fijo llegan a una isla tropical. Paddy cuida de los niños pequeños en la isla, enseñándoles cómo comportarse, cómo conseguir comida, construye una choza para pernoctar etc. Pero Paddy descubre que al otro lado de la isla hay una tribu que realiza sacrificios humanos. Les dice a los niños que no vayan al norte de la isla porque hay un «hombre malo», y que a partir de ahora la ley será no acercarse a ese lugar. Otra ley que les impone es la de no comer bayas de color rojo (son venenosas) luego de sorprender a Emmeline a punto de comerse una. 
Paddy muere una noche de embriaguez. A petición de Emmeline, los dos se escapan en el bote salvavidas buscando otro lugar para vivir y construyen una nueva casa en una playa diferente. 8 años después, Richard (Christopher Atkins) y Emmeline (Brooke Shields) son fuertes adolescentes. Viven en la cabaña que construyeron y pasan sus días practicando la pesca y la natación. Sus cuerpos crecen y cambian con la pubertad, atrayéndose físicamente el uno al otro, pero no saben cómo expresar su sexualidad. Emmeline se conmueve al vivir su primera menstruación y se avergüenza de explicárselo a Richard. Más tarde, cuando Richard propone su torpe deseo de practicar sexo, Emmeline lo rechaza, por lo cual este se enfada y la abandona; luego cuando Emmeline lo busca para reconciliarse lo descubre masturbándose.
Entre ellos empiezan a surgir conflictos. Un día Richard ve a lo lejos un barco y corre hacia la señal de fuego que tienen para que los vean. Emmeline, que está cerca, no enciende el fuego, con el pretexto de que no quiere que los encuentren. Esto enfada a Richard y, después de que ella le golpee fuertemente con un coco, este comienza a odiarla. Ambos se distancian sin decirse palabra alguna. Sin embargo, cuando Emmeline está muy enferma al haberlee picado un pez venenoso Richard, se preocupa por ella y la lleva al norte de la isla, porque Emmeline oyó un sonido y vio que era una estatua que dice que es Dios. Richard comienza a rezar frente a él y, una vez recuperada, la perdona. Finalmente, reconciliados, comienzan a sentir un cariño especial, lo que los conduce a enamorarse y a tener relaciones sexuales. Este hecho convierte su sexualidad en algo cotidiano a diferencia de las restricciones de la sociedad victoriana, hasta que un buen día, Emmeline pierde el deseo sexual, sufre mareos y vómitos constantes porque está embarazada. Al no saber nada sobre el parto, Emmeline y Richard se preocupan por los cambios que se originan en el cuerpo de ella. Meses después, Richard se queda solo y escucha un sonido lejano. Va directo al otro lado de la isla y, escondido, descubre a un grupo de salvajes haciendo un ritual frente a la estatua como una ceremonia, después agarran a otro salvaje enemigo y lo matan, lo que asustó mucho a Richard. Este huye del lugar para buscar a Emmeline, aunque no sabe dónde está y la encuentra sola a punto de dar a luz un niño (Chad Timmermans), después Emmeline descubre la lactancia materna, Richard le cuenta a Emmeline sobre los salvajes del otro lado y le cuenta que estuvo mal cruzar ese lugar y por eso prepara armas para defender el hogar, Richard y Emmeline se sienten aislados del mundo exterior y no logran comprender porqué las personas se hacen daño unas a otras.
La joven pareja pasa todo el tiempo con el niño, al que llaman Paddy en honor al cocinero que les salvó la vida. Le enseñan a andar y a nadar, y crece como un bebé saludable. Dos años después mientras los padres están jugando con su hijo (Bradley Pryce) en el barro a lo largo de la costa, vislumbran un buque. A bordo de la nave está el padre de Richard, Arthur, que continúa con la búsqueda obsesiva de los niños. Mira a través del telescopio, pero lo único que ve son personas cubiertas de barro y no llega a creer que se trate de los niños civilizados desaparecidos que está buscando. Por lo tanto el buque se aleja de la isla.
Un día, Richard, Emmeline y Paddy se fueron a visitar la isla donde vivían con su amigo el cocinero Paddy, Richard iba allá frecuentemente a buscar bananas y Emmeline no quería ir con el porque le daba miedo. Llegan y allí ven los restos de la casa hecha en ruinas, Richard fue a buscar bananas, Emmeline y Paddy en el bote esperan a Richard y por accidente Paddy deja caer el remo y viene Richard nadando a sacar el remo y un tiburón se acerca, Emmeline golpea al tiburón con el otro remo y Richard sube al bote y ellos tratando de coger los remos se dan cuenta de que están alejándose de la isla y no pueden hacer nada porque el bote los lleva lejos y hará que se pierdan en el mar. Al día siguiente, descubren a Paddy comiendo una de las bayas rojas peligrosas y ellos le dicen que las escupa pero era muy tarde porque se las comió todas. Cada uno se come un puñado de bayas rojas, creyendo que es el fin. Los dos cierran los ojos y dejan el bote a la deriva. El buque de Arthur los encuentra y los recoge. Arthur pregunta si están muertos, a lo que el capataz de la embarcación responde: «No, señor. Están dormidos».

## Reparto y personajes
- Brooke Shields — Emmeline Lestrange
- Elva Josephson — Emmeline de niña
- Christopher Atkins — Richard Lestrange
- Glenn Kohan — Richard de niño
- Bradley Pryce — Paddy Lestrange
- Chad Timmermans — Paddy de bebé
- Leo McKern — Paddy Button
- William Daniels — Arthur Lestrange
- Alan Hopgood — el Capitán
- Gus Mercurio — el Oficinista

## Doblaje
| Personaje          | Doblaje original               | 2.ª Versión             | 3.ª Versión                  |
| ------------------ | ------------------------------ | ----------------------- | ---------------------------- |
| Emmeline Lestrange | Patricia Acevedo               | Gaby Ugarte             | Natalia Rosminatti           |
| Emmeline de niña   | Patricia Acevedo               | Lupita Leal             | Noelia Culshaw               |
| Richard Lestrange  | Yamil Atala                    | Irwin Daayán            | Emiliano Dionisi             |
| Richard de niño    | María Fernanda Morales         | Carlos Díaz             | Lucila Gómez                 |
| Paddy Button       | Carlos Magaña                  | Maynardo Zavala         | Ariel Cister                 |
| Arthur Lestrange   | Álvaro Tarcicio                | Ricardo Hill            | Adrián Wowczuk               |
| Capitán            | Pedro D'Aguillón Jr.           |                         | Gustavo Dardés               |
| Oficinista         | Narciso Busquets               |                         | Marcelo Armand               |
| Estudio de Doblaje | Telespeciales, S.A. (original) | Macías TV (2.ª Versión) | Palmera Record (3.ª Versión) |
| Fecha de Grabación | 1982                           | 2003                    | 2010                         |

## Producción

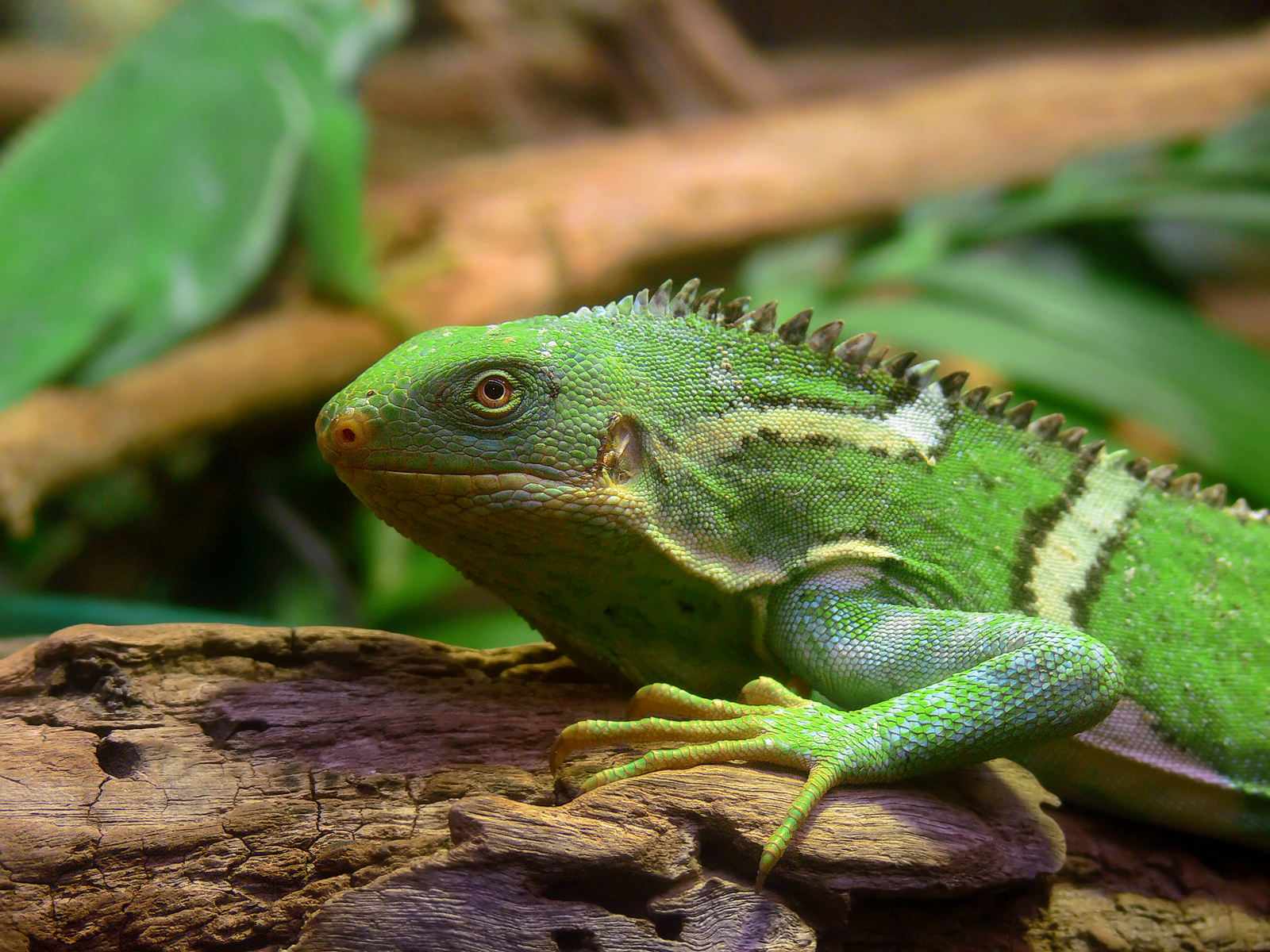
La iguana de Fiyi se dio a conocer a los herpetólogos a través de The Blue Lagoon.

La película comenzó como un proyecto personal de Randal Kleiser, que admiraba la novela en la que se basó. Contrató a Douglas Day Stewart, que había escrito Boy in the Plastic Bubble, para que se encargara del guion, y conoció a Richard Franklin, el director australiano, que buscaba trabajo en Hollywood; este le sugirió que usara un elenco australiano, y él mismo le ayudó a supervisar la selección de los actores.

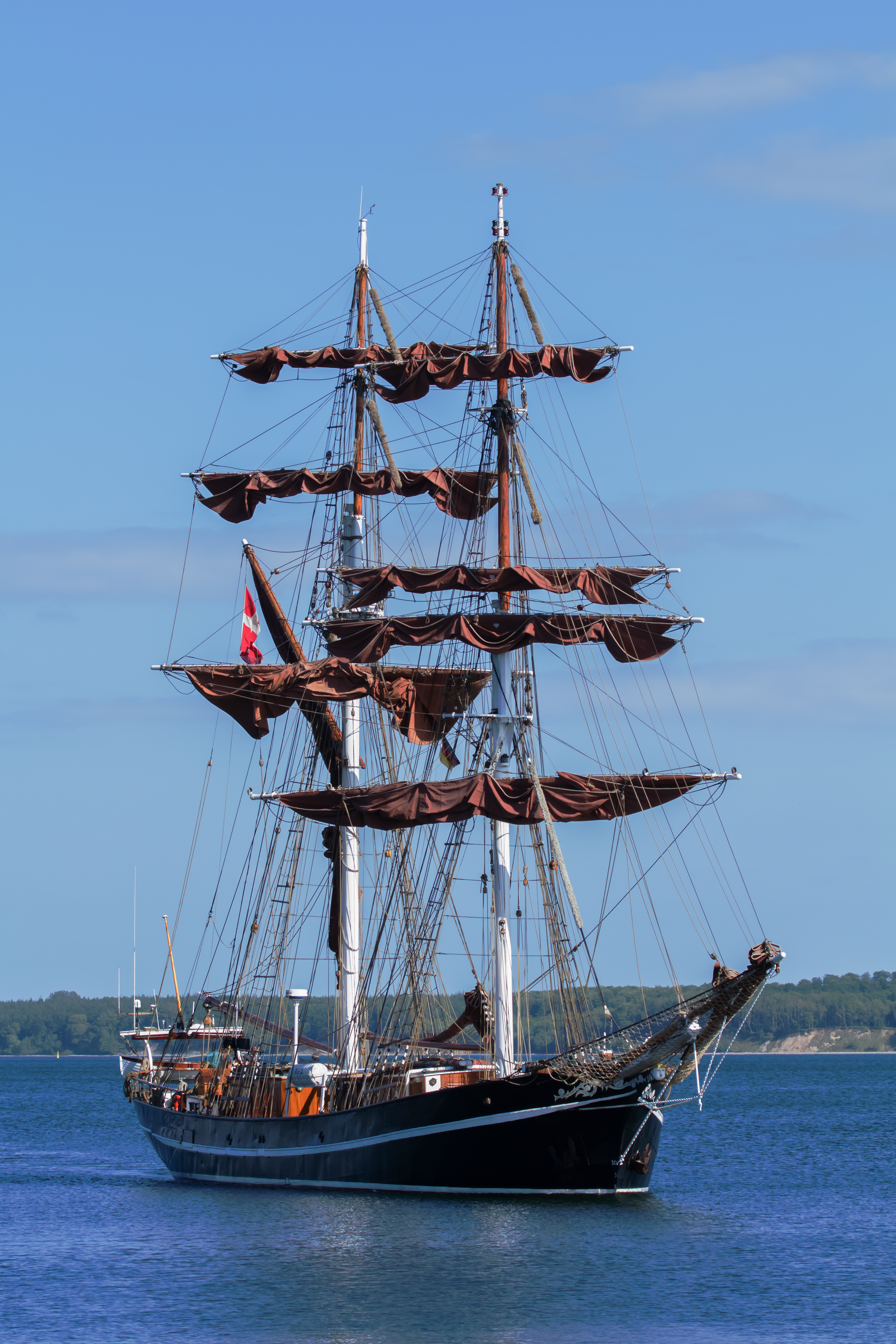
Eye of the Wind, el barco que navegaba en el océano durante la película The Blue Lagoon.

Se rodó  en Nanuya Levu, una isla privada en Fiyi. La flora y fauna que aparecen en la película incluye animales de distintos continentes. Como se descubrió luego, algunas de las iguanas de Fiyi eran especies desconocidas para la ciencia; esto fue observado por el herpetólogo John Gibbons cuando vio la película. Viajó a la isla donde las iguanas fueron filmadas y describió una nueva especie: Brachylophus vitiensis (en 1981).

## Banda Sonora
| The Blue Lagoon (Original Motion Picture Soundtrack) |                                                                      |          |  |
| N.º                                                  | Título                                                               | Duración |  |
| 1.                                                   | «Love Theme (Emmeline)»                                              | 2:31     |  |
| 2.                                                   | «Main Title»                                                         | 2:35     |  |
| 3.                                                   | «Fire (Fuego)»                                                       | 1:17     |  |
| 4.                                                   | «The Island (La isla)»                                               | 1:43     |  |
| 5.                                                   | «The Sands of Time (Las arenas del tiempo)»                          | 2:24     |  |
| 6.                                                   | «Paddy's Death (Muerte de Paddy)»                                    | 1:18     |  |
| 7.                                                   | «The Children Grow (Los niños crecen)»                               | 4:09     |  |
| 8.                                                   | «Lord of the Lagoon (El señor de la laguna)»                         | 1:04     |  |
| 9.                                                   | «Love Theme (Reprise)»                                               | 1:10     |  |
| 10.                                                  | «Underwater Courtship (Cortejo submarino)»                           | 1:58     |  |
| 11.                                                  | «The Kiss (El beso)»                                                 | 2:33     |  |
| 12.                                                  | «Richard sees Paddy (Richard ve a Paddy)»                            | 2:20     |  |
| 13.                                                  | «The Birth (El nacimiento)»                                          | 1:13     |  |
| 14.                                                  | «Bad People, Baby Swim (Gente mala, Bebe nadando)»                   | 2:59     |  |
| 15.                                                  | «The Memories (Las memorias)»                                        | 1:18     |  |
| 16.                                                  | «3 Points to Port, End Credits (3 puntos a babor, Créditos finales)» | 3:20     |  |

## Premios y nominaciones
| Premio                    | Categoría                                           | Nominado                                            | Resultado |
| ------------------------- | --------------------------------------------------- | --------------------------------------------------- | --------- |
| Premios Óscar             | Mejor fotografía                                    | Néstor Almendros                                    | Nominado  |
| Premios Globo de Oro      | Nueva estrella del año – Actor                      | Christopher Atkins                                  | Nominado  |
| Golden Raspberry Awards   | Peor actriz                                         | Brooke Shields                                      | Ganadora  |
| Premios Jupiter           | Mejor actriz internacional                          | Brooke Shields                                      | Ganadora  |
| Premios Saturn            | Mejor película fantástica                           | Mejor película fantástica                           | Nominado  |
| Stinkers Bad Movie Awards | Peor actor                                          | Christopher Atkins                                  | Nominado  |
| Stinkers Bad Movie Awards | Peor actriz                                         | Brooke Shields                                      | Ganadora  |
| Stinkers Bad Movie Awards | Partitura musical más intrusiva                     | Basil Poledouris                                    | Ganador   |
| Stinkers Bad Movie Awards | Peor pareja en pantalla                             | Christopher Atkins y Brooke Shields                 | Nominado  |
| Premios Artista Joven     | Mejor película importante: entretenimiento familiar | Mejor película importante: entretenimiento familiar | Nominado  |
| Premios Artista Joven     | Mejor Actor Joven en una Película Importante        | Christopher Atkins                                  | Nominado  |
| Premios Artista Joven     | Mejor Actriz Joven en una Película Importante       | Brooke Shields                                      | Nominada  |